# Paul Koebe
Paul Koebe (15 febbraio 1882 – 6 agosto 1945) è stato un matematico tedesco.
Specializzato sui numeri complessi, i suoi risultati più importanti riguardano l'uniformizzazione delle superfici di Riemann in una serie di quattro articoli nel 1907-1909. Dopo aver svolto la tesi all'Università Humboldt di Berlino lavorando con Hermann Schwarz, fu professore straordinario a Lipsia dal 1910 al 1914, poi professore ordinario all'Università di Jena per poi tornare nel 1926 come ordinario a Lipsia dove sarebbe morto nel 1945.
Congetturò il teorema del quarto sui raggi dei dischi nelle immagini delle funzioni iniettive, nel 1907. La sua congettura divenne teorema quando fu dimostrata da Ludwig Bieberbach nel 1916. La funzione {\displaystyle f(z)=z/(1-z)^{2}} che fornisce un esempio calzante di questo teorema divenne nota come funzione di Koebe.

## Premi
- 1922, Premio commemorativo Ackermann-Teubner[3]